# ماريفيل (كيبك)
ماريفيل (بالإنجليزية: Marieville, Quebec)‏ هي بلدية محلية في كيبيك تقع في كندا في Rouville Regional County Municipality. يقدر عدد سكانها بـ 10,094 نسمة ومساحتها 62.90 كم2 .

## أعلام
- ألفرد جيرارد
- فيكتور روبرت